# Usman Nurmagomedov
Usman Magomednabiyevich Nurmagomedov (en russe : Усма́н Нурмагоме́дов), né le 17 avril 1998 à Kiziliourt (Daghestan, Russie), est un pratiquant russe d'arts martiaux mixtes (MMA). Il est d’origine daghestanaise et d’ethnie avar. Il combat actuellement dans la catégorie des poids légers du Bellator MMA, dont il est devenu champion le 18 novembre 2022.

## Jeunesse et débuts muay-thaï
Usman Magomednabiyevich Nurmagomedov (en russe : Усма́н Магомеднаби́евич Нурмагоме́дов) naît le 17 avril 1998 à Kiziliourt, en république du Daghestan, sujet de la fédération de Russie. Enfant, vivant dans son village natal avec son frère Umar Nurmagomedov, il commence à assister aux entraînements de lutte libre à l'âge de huit ans. Lorsque son frère commence à pratiquer le muay-thaï, il le suit.
Après avoir déménagé à Makhatchkala, la capitale, il commence à s'entraîner avec son oncle, Abdulmanap Nurmagomedov, au camp Eagles MMA. Il y acquiert des compétences en sambo et s'entraîne avec des coéquipiers tels que son cousin Khabib Nurmagomedov et Islam Makhachev. Il est d'ethnie avar.

## Carrière dans les arts martiaux mixtes

### Débuts (2017-2020)
Le 26 mars 2017, il affronte le Russe Imran Abdiev à Moscou, en Russie, et remporte le combat par soumission. Le 14 décembre 2018, il affronte le Russe Dmitriy Berestovskiy à Samara, en Russie, et remporte le combat par KO technique. Le 28 décembre 2018, il affronte le Japonais Issei Moriyama à Djeddah, en Arabie saoudite, et remporte le combat par KO technique.
Le 17 février 2019, il affronte le Camerounais Romeo Njia à Moscou, en Russie, et remporte le combat par soumission. Le 3 mars 2019, il affronte le Brésilien Gabriel Baino à Penza, en Russie, et remporte le combat par KO technique. Le 28 juillet 2019, il affronte le Russe Ruslan Hisamutdinov à Penza, en Russie, et remporte le combat par décision unanime. Le 27 septembre 2019, il affronte le Kirghize Kazim Zhakhangirov à Atyraou, au Kazakhstan, et remporte le combat par soumission. Le 29 novembre 2019, il affronte l'Ukrainien Roman Golovinov à Abou Dabi, aux Émirats arabes unis, et remporte le combat par KO technique.
Le 9 février 2020, il affronte le Russe Ruslan Tuyakov à Saratov, en Russie, et remporte le combat par KO technique. Le 31 juillet 2020, il affronte le Finlandais Jerry Kvarnstrom à Abou Dabi, aux Émirats arabes unis, et remporte le combat par KO technique. Le 9 septembre 2020, il affronte le Russe Svyatoslav Shabanov à Moscou, en Russie, et remporte le combat par KO technique.

### Bellator MMA (depuis 2020)
Le 2 avril 2021, il affronte l'Américain Mike Hamel à Uncasville, dans le Connecticut, et remporte le combat par décision unanime (29-28, 30-27, 30-27). Le 31 juillet 2021, il affronte l'Américain Manny Muro à Inglewood, en Californie, et remporte le combat par KO technique.
Le 23 octobre 2021, il affronte le Finlandais Patrik Pietilä à Moscou, en Russie, et remporte le combat par soumission. Le 22 juillet 2022, il affronte l'Américain Chris Gonzalez à Tacoma, dans l'État de Washington, et remporte le combat par soumission.

#### Champion des poids légers
Le 18 novembre 2022, il affronte le Brésilien Patricky Pitbull à Chicago, dans l'Illinois, et remporte le combat par décision unanime (50-45, 50-44, 50-44). À cette occasion, il remporte le titre des poids légers du Bellator MMA,. Le 10 mars 2023, il affronte l'Américain Benson Henderson à San José, en Californie, et remporte le combat par soumission. À cette occasion, il défend le titre des poids légers du Bellator MMA,.
Le 7 octobre 2023, il affronte l'Américain Brent Primus à San José, en Californie, et remporte le combat par décision unanime. À cette occasion, il défend le titre des poids légers du Bellator MMA,. Le 11 novembre 2023, Usman Nurmagomedov est contrôlé positif à une substance interdite par la Commission athlétique de l’État de Californie (CSAC) et sa victoire est annulée,.
Le 8 septembre 2024, il affronte le Russe Alexandr Shabliy à San Diego, en Californie, et remporte le combat par décision unanime (50-45, 49-46, 49-46). À cette occasion, il défend le titre des poids légers du Bellator MMA,. Le 25 janvier 2025, il affronte l'Irlandais Paul Hughes à Dubaï, aux Émirats arabes unis, et remporte le combat par décision majoritaire (47-47, 48-46, 48-46). À cette occasion, il défend le titre des poids légers du Bellator MMA malgré une déduction de points lors de la troisième reprise en raison de coups répétés à l'aine,,.

## Vie personnelle
Usman Nurmagomedov est le frère cadet d'Umar Nurmagomedov, combattant à l’Ultimate Fighting Championship (UFC) dans la catégorie des poids coqs. Il est également le petit cousin de Khabib Nurmagomedov, ancien champion des poids légers de l’UFC. Il est de confession musulmane.

## Palmarès en arts martiaux mixtes
| 20 combats     | 19 victoires | 0 défaites |
| Par KO         | 8            | 0          |
| Par soumission | 6            | 0          |
| Sur décision   | 5            | 0          |
| Sans décision  | 1            | 1          |

| Résultat      | Record   | Adversaire           | Méthode                                | Événement                                            | Date              | Round | Temps | Lieu                           | Notes |
| ------------- | -------- | -------------------- | -------------------------------------- | ---------------------------------------------------- | ----------------- | ----- | ----- | ------------------------------ | --- |
| Victoire      | 19-0 (1) | Paul Hughes          | Décision majoritaire                   | PFL Champions Series 1                               | 25 janvier 2025   | 5     | 5:00  | Dubaï, Émirats arabes unis     | Défend le titre des poids légers du Bellator MMA.                                                                                  |
| Victoire      | 18-0 (1) | Alexandr Shabliy     | Décision unanime                       | Bellator Champions Series 4                          | 8 septembre 2024  | 5     | 5:00  | San Diego, Californie          | Défend le titre des poids légers du Bellator MMA.                                                                                  |
| Sans décision | 17-0 (1) | Brent Primus         | NC (annulé par le CSAC)                | Bellator 300                                         | 7 octobre 2023    | 5     | 5:00  | San José, Californie           | Défend le titre des poids légers du Bellator MMA. Victoire d'Usman Nurmagomedov changé en NC pour avoir échoué au test antidopage. |
| Victoire      | 17-0     | Benson Henderson     | Soumission (étranglement arrière)      | Bellator 292                                         | 10 mars 2023      | 1     | 2:37  | San José, Californie           | Défend le titre des poids légers du Bellator MMA.                                                                                  |
| Victoire      | 16-0     | Patricky Pitbull     | Décision unanime                       | Bellator 288                                         | 18 novembre 2022  | 5     | 5:00  | Chicago, Illinois              | Remporte le titre des poids légers du Bellator MMA.                                                                                |
| Victoire      | 15-0     | Chris Gonzalez       | Soumission                             | Bellator 283                                         | 22 juillet 2022   | 1     | 2:54  | Tacoma, État de Washington     | |
| Victoire      | 14-0     | Patrik Pietilä       | Soumission                             | Bellator 269                                         | 23 octobre 2021   | 1     | 4:06  | Moscou, Russie                 | |
| Victoire      | 13-0     | Manny Muro           | TKO (coup de genou au corps)           | Bellator 263                                         | 31 juillet 2021   | 1     | 1:30  | Inglewood, Californie          | |
| Victoire      | 12-0     | Mike Hamel           | Décision unanime                       | Bellator 255                                         | 2 avril 2021      | 3     | 5:00  | Uncasville, Connecticut        | |
| Victoire      | 11-0     | Svyatoslav Shabanov  | TKO (coups de poing)                   | FNG / GFC: Abdulmanap Nurmagomedov Memory Tournament | 9 septembre 2020  | 2     | 3:37  | Moscou, Russie                 | |
| Victoire      | 10-0     | Jerry Kvarnstrom     | TKO (coups de poing et coups de coude) | UAE Warriors 12                                      | 31 juillet 2020   | 1     | 2:39  | Abou Dabi, Émirats arabes unis | |
| Victoire      | 9-0      | Ruslan Tuyakov       | TKO (genoux)                           | Gorilla Fighting 24                                  | 9 février 2020    | 2     | 2:03  | Saratov, Russie                | |
| Victoire      | 8-0      | Roman Golovinov      | TKO (coups de poing)                   | UAE Warriors 9                                       | 29 novembre 2019  | 1     | 1:45  | Abou Dabi, Émirats arabes unis | |
| Victoire      | 7-0      | Kazim Zhakhangirov   | Soumission                             | Gorilla Fighting 17                                  | 27 septembre 2019 | 2     | 1:10  | Atyraou, Kazakhstan            | |
| Victoire      | 6-0      | Ruslan Hisamutdinov  | Décision unanime                       | Gorilla Fighting 15                                  | 28 juillet 2019   | 3     | 5:00  | Penza, Russie                  | |
| Victoire      | 5-0      | Gabriel Baino        | TKO (coups de poing)                   | Gorilla Fighting 11                                  | 3 mars 2019       | 1     | 3:14  | Penza, Russie                  | Début en poids légers. |
| Victoire      | 4-0      | Romeo Njia           | Soumission                             | Battle on Volga 9                                    | 17 février 2019   | 1     | 4:48  | Moscou, Russie                 | |
| Victoire      | 3-0      | Issei Moriyama       | TKO (coups de poing)                   | Brave CF 21                                          | 28 décembre 2018  | 1     | NC    | Djeddah, Arabie saoudite       | |
| Victoire      | 2-0      | Dmitriy Berestovskiy | TKO (arrêt du médecin)                 | Battle on Volga 8                                    | 14 décembre 2018  | 1     | 5:00  | Samara, Russie                 | |
| Victoire      | 1-0      | Imran Abdiev         | Soumission                             | MPF: Young Talents Cup 2017                          | 26 mars 2017      | 1     | 1:51  | Moscou, Russie                 | Début en poids plumes. |